# Tibor Boromisza

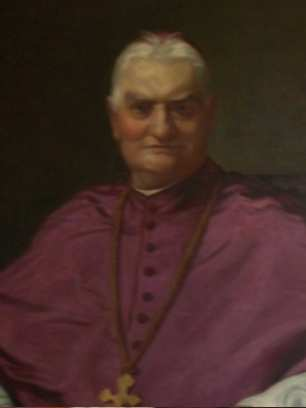
Tibor Boromisza

Tibor Boromisza (* 18. Juli 1840 in Kalocsa, (Königreich Ungarn); † 9. Juli 1928 Satu Mare (Rumänien)) war römisch-katholischer Bischof von Satu Mare.

## Leben
Am 3. Juni 1906 ernannte ihn der Kaiser von Österreich und Apostolische König von Ungarn Franz Joseph I. zum Bischof von Satu Mare (deutsch Sathmar). Die Ernennung wurde von Papst Pius X. bestätigt; konsekriert wurde er am 20. September des gleichen Jahres durch Kardinal József Samassa den Erzbischof von Gran.
Er ließ Kirchen bauen, Schulen errichten, organisierte die Pfarrgemeinden und gründete Stiftungen. Er führte das Bistum durch den Ersten Weltkrieg und erlebte die Teilung seines Bistums 1920 nach dem Friedensvertrag von Trianon zwischen Rumänien, der Tschechoslowakei und Ungarn. Von einst 44 Pfarreien, 80 Priestern und 75.000 Gläubigen, verblieben noch 14 Pfarreien, 16 Priester und 13.000 Gläubige.
Er starb am 9. Juli 1928 und wurde in der Krypta der Christi-Himmelfahrts-Kathedrale von Satu Mare beigesetzt.
Nach seinem Tod wurde am 5. Juni 1930 der rumänische Teil des Bistums Sathmar mit dem Bistum Oradea Mare vereinigt. 